# Gormiti (serie animada)
Gormiti, también conocida como Gormiti: El Regreso de los Señores de la Naturaleza, es una serie de televisión de dibujos animados fruto de la colaboración de Giochi Preziosi y Marathon Media, basada en la línea de juguetes italiana Gormiti creada por Leandro Consumi y Gianfranco Enrietto. Los episodios se emitieron por primera vez en Italia 1 desde el 27 de octubre de 2008. A partir del 31 de octubre de 2009 comenzó la segunda temporada: Gormiti: La Era del Eclipse Supremo, que consta de 26 episodios. La trilogía finalizó con la tercera temporada estrenada el 30 de octubre de 2010, titulada: Gormiti: La Evolución Neorgánica con solo 13 episodios de unos 20 minutos.
La serie animada es la secuela de Gormiti Final Evolution (2008). Sus protagonistas son Toby, Nick, Lucas y Jessica, cuatro niños que junto al lagarto parlante Razzle trabajan para mantener la paz en la misteriosa Isla de Gorm, a la que pueden acceder mediante el "Templo de los Elementos". Para ello se convierten en los Señores de la Naturaleza y adquieren poderes mágicos con los que proteger a los Gormiti, los habitantes de la isla. Su principal enemigo es el Pueblo del Volcán, liderado por el malvado Magmion, que intenta conquistar Gorm.

## Premisa
La serie de dibujos animados se estrenó el 27 de octubre de 2008 en Italia. En un principio la serie estaba diseñada para tener 52 capítulos y emitirse en Italia hasta junio del 2009, a razón de dos capítulos de unos 10 minutos de duración a la semana. Finalmente se emitieron 65 capítulos. Esta serie se emitió en Hispanoamérica en Disney XD (Primera temporada) y en España se emitió en Clan (TVE) hasta 2014.
Los protagonistas son tres niños y una niña, Toby, Nick, Lucas y Jessica, que además de los problemas típicos de los niños de su edad, tienen escondido en la cocina de su casa un pasadizo secreto que conduce al “Templo de los Elementos”, desde donde se trasportan a la dimensión mágica de Gorm, donde abandonan su aspecto humano y se convierten en los “Señores de la Naturaleza”. Toby se convierte en el Señor del Mar y controla el agua. Nick es el Señor de la Tierra y tiene la fuerza de las rocas. Lucas es el Señor del Bosque y controla los árboles y las plantas. Y Jessica es la Señora del Aire, que puede volar y controla los vientos.
Estos dibujos animados generaron varias series de juguetes de Gormiti, incluyendo una por cada temporada de la serie. La primera, llamada Serie Cartoon (conocida en italiano como "cartone animato"), se basó en la primera temporada de la serie y está compuesta por 30 muñecos, 24 vendiéndose dentro de sobres y otros 6 que sólo se consiguen adquiriendo otros artículos.

## Argumento

### Gormiti:¡El Regreso de los Señores de la Naturaleza!
Esta es la primera temporada donde los señores tiene unos poderes más limitados que en temporadas posteriores, ya que apenas pueden desarrollar un combate de larga duración porque sus poderes se gastan. Además, en esta temporada el principal causante del mal es el pueblo del Volcán, liderados generalmente por Magmion. Los gormitis del Volcán planean ataques contra el resto de los pueblos. Cuando los señores resucitan a Luminor, al fin de la primera temporada, Magmion se alía con los otros señores del Volcán: Lavion y Horror Profundo, pero aun así estos son derrotaros, Magmion jura vengarse y para ello planea traer de vuelta a Obscurio a Gorm...

### Gormiti:La Era del Eclipse Supremo
Ahora, Nick, Toby, Lucas y Jessica no tienen suficiente poder para vencer al mal. Por suerte, Luminor les da nuevos poderes para poder vencer, como una armadura dorada que les hace extremadamente fuertes.
Pero por desgracia, Obscurio ha vuelto para derrotar a Luminor y conquistar Gorm con sus aliados, Incubion y Onerion.
Así que esta vez, no lo tendrán tan fácil.

### Gormiti:La Evolución Neorgánica
Después de la desaparición de Luminor y la reaparición del malvado Magor y Obscurio, los 4 protagonistas tienen nuevos poderes (que además pueden usarlos en la Tierra) y que con la ayuda del Viejo Sabio, podrán luchar contra los malvados planes de Magor, Obscurio y Magmiom, no solo en Gorm, si no también en la Tierra. Termina en que Magor y Oscurio pierden y desaparecen en el mar y los protagonistas recuperan los orbes.

## Personajes

### Protagonistas
- Tobías "Toby" Tripp

Seiyū: Akio Suyama
Es un chico de pelo rubio y ojos azules, así como el hermano mayor de Nick. Le tiene miedo a toda clase de bichos, en especial las arañas. Es muy impulsivo y travieso, hechos que lo hacen ligeramente irresponsable. Le encanta jugar al fútbol y gastar bromas a sus amigos; su blanco preferido es Lucas ya que cae en todas. Es imprudentemente valiente y suele actuar antes de medir las consecuencias. En Gorm es el Señor del Mar y puede controlar el agua de ríos y mares. El comportamiento de Toby fastidia a Nick, porque suelen estar casi todo el tiempo juntos y el perfectamente organizado Nick debe afrontar las tonterías de su hermano. 
- Nicolás "Nick" Tripp

Seiyū: Daisuke Namikawa
Es un chico de pelo castaño con gafas y es considerado el empollón del equipo. Le fascinan las cosas que todavía no sabe y es muy optimista. Es el hermano menor de Toby y su mayor defecto es no poder guardar un secreto. Una de sus mayores ambiciones es ser el guía de sus amigos cuando están en Gorm. Si bien es un apasionado lector, no le preocupa ensuciarse las manos. De hecho, es miembro fundador del club de arqueólogos de la secundaria de Venture Falls. El interés de Nick por la arqueología y las civilizaciones antiguas lo hacen pasar horas estudiando los textos antiguos sobre Gorm, intentando comprender este mundo. Nick adora los misterios, siempre y cuando pueda resolverlos. Sus amigos lo quieren porque es muy animado, se esfuerza por alcanzar la perfección, y cuando se equivoca es amable y divertido. En Gorm es el Señor de la Tierra, por lo que puede controlar las rocas y piedras.
- Lucas Wanson

Seiyū: Junji Majima
Es un chico mulato de cabello castaño y un gran amante de la naturaleza. Le encantan la jardinería y la escuela. Lucas es muy querido porque tiene un corazón enorme; su carisma es tal que todos los niños de la escuela están dispuestos a firmar una petición sólo porque él la firmó. Es el blanco de las bromas de Toby y tiene debilidad por las flores, aunque es muy franco cuando se trata de abordar alguna causa. No es consciente de los sentimientos que Gina tiene por él. En Gorm es el Señor del Bosque y puede controlar los árboles y las plantas, y tiene una obsesión desmedida con el medio ambiente. 
- Jessica Herleins

Seiyū: Asuka Nishi
La única chica del grupo, de cabello rubio y ojos azules. Es una persona optimista y valiente, siempre dispuesta a arriesgarlo todo para ayudar a sus amigos. Está obsesionada con la moda e intenta constantemente que las cosas funcionen, siendo una “solucionadora” compulsiva. Es muy creativa aunque sus ideas pueden ser algo estrafalarias, con una marcada impronta femenina. Suele enfadarse con Razzle algunas veces. En Gorm es la Señora del Aire por lo que puede volar y controlar los vientos.

### Secundarios
- Razzle

Seiyū: Akio Ōtsuka
Un pequeño dinosaurio parlante al que el Viejo Sabio ha encomendado la tarea de encontrar a los Señores de la Naturaleza. En las dos primeras temporadas sirve como guía para los niños y aparece de sopetón cuando hay problemas en Gorm. Cuando aparece, aterroriza a los Señores de la Naturaleza por sorpresa, a menudo asustándose a sí mismo por su reacción. En la tercera temporada tiene un papel menor. 
- Paula Pickney

Seiyū: Nana Kitade
Es una niña que tiene un gato y es vecina de los protagonistas. Aparece en la primera temporada y en parte de la tercera. Ella siempre intenta pillar a Toby, Lucas, Nick y Jessica ya que creía que ellos eran Aliens (en realidad era una broma que los chicos le habían gastado para deshacerse de ella). En el episodio 25 "La fisura dimensional I", donde tiene más protagonismo, un torbellino gigante la lleva a Gorm, y allí descubre que los chicos eran los Señores de la Naturaleza. Hizo fotos de prueba con su cámara para luego decírselo a su hermano Ike pero cuando le enseña la cámara las fotos se habían borrado (gracias a Razzle que las eliminó todas) y al final no consigue pillarlos.
- Ike Pickney

Seiyū: Yūichi Iguchi
Compañero de clase de Nick y componente del Club de Arqueología. Es el hermano mayor de Paula. Está siempre gastando bromas de mal gusto y odia a Toby por razones que se desconocen, aunque se dice que le odia por ser el centro de atención de Jessica, ya que siente celos. También aparece solo en la primera temporada. 
- Gina Louren

Seiyū: Fumiko Orikasa
Es la mejor amiga de Jessica. También está obsesionada con la moda, y siempre está ahí cuando su amiga la necesita. Está enamorada de Lucas y no tiene ningún pudor en demostrarlo. Además, es la mascota del equipo de fútbol de Toby y Nick. Al igual que Ike y Paula, solo aparece en la primera temporada y un tanto en la tercera.

### Gormiti principales
- Magmion: El Señor del Pueblo del Volcán y el antagonista principal de la primera temporada. Posee una cuchilla por brazo, que puede actuar como lanzallamas, y una larga cola de lagarto. En la segunda temporada se convierte en el segundo al mando de Obscurio. En la tercera, su brazo se transforma en un garrote, potenciado por Magor. Es, junto con Luminor, el único Gormiti que aparece en las tres temporadas.
  - Lavor: Uno de los Gormiti más poderosos del Volcán y sirviente de Magmion (aunque anteriormente lo fue de Lavion). Su rostro tiene forma cónica y sus ojos tienen forma geométrica. Es el Gormiti del Volcán que más aparece en la primera temporada y parece cubrir el papel de un cuarto Señor del Volcán, tanto que es el único que aparece en las iniciales junto a los tres Señores.
- Lavion: El Señor del Volcán y segundo al mando de Magmion, con quien tiene una relación de respeto mutuo que en ocasiones desemboca en competencia. Es extremadamente vanidoso y egocéntrico. Tiene una pinza morada en lugar de un brazo. Su mano derecha es Bombos. 
  - Bombos: La mano derecha de Lavion. En el cuerpo tiene numerosos cráteres desde los que puede disparar numerosos chorros de fuego y lava. La cabeza principal a menudo se encuentra peleando con las dos bocas que tiene en el pecho. Nunca aparece en ausencia de Lavion.
- Horror Profundo: El Señor del Volcán y segundo al mando junto a Lavion. Tiene alas esqueléticas, una cara en forma de calavera y un lanzallamas en lugar de un brazo.
- Gran Luminor: El Señor de la Luz. Es invocado por Jessica, Nick, Lucas y Toby en el último episodio de la primera temporada. En la segunda, otorga nuevos poderes a los niños y ejerce como su más poderoso aliado.
- Obscurio: El Señor de la Oscuridad y enemigo jurado de Luminor. Es invocado por Magmion, junto con Armageddon al comienzo de la segunda temporada. Reaparece en la tercera como segundo al mando de Magor.
- Armagedón: Señor del Volcán, antiguo Señor del Metal y antiguo aliado de Obscurio, Magmion y Lavion. Al igual que Luminor y Obscurio hace su regreso a Gorm en la segunda temporada. A menudo se encuentra en conflicto con Magmion, ya que ambos quieren agradar al Señor de las Tinieblas.

### Otros
- Viejo Sabio: Un misterioso anciano con poderes mágicos y el progenitor de los Gormiti del Bien. Aparece en la primera temporada, donde les explica a los cuatro chicos la existencia del quinto Señor de la Naturaleza, El Gran Luminor. Después regresa en la tercera temporada y toma el lugar de Luminor en el Templo de la Luz, ejerciendo como principal aliado y guía de los protagonistas.
- Magor: Es el progenitor de los Gormiti del Mal y el antagonista principal de la tercera temporada, única en la que aparece. El archienemigo del Viejo Sabio, tiene la apariencia de un monstruo de fuego y busca conquistar tanto Gorm como la Tierra.

### Pueblos de Gorm
En Gorm, hay varios pueblos que son:
- Tierra: El pueblo más poderoso. Sus habitantes se caracterizan por su gran fuerza y una piel usualmente amarilla o marrón. Sus territorios suelen ser rocosos y montañosos. El señor durante la serie es Nick, mientras que su Antiguo Guardián es Roscalion.

- Bosque: Este pueblo vive en un hábitat lleno de vegetación y se caracteriza por la piel verde de sus miembros y la estrecha relación que tienen con las plantas. Quizás sea el pueblo más fácil de conquistar por los gormitis del Volcán, debido a que los poderes de estos afectan en mayor medida a este elemento que al resto. El señor es Lucas, mientras que su Antiguo Guardián es Troncalion.

- Mar: Este pueblo destaca por la inteligencia de la mayoría de sus habitantes, cuyos miembros de color azul suelen vivir en ciudades bajo el agua. El señor es Toby, mientras que su Antiguo Guardián es Tentaclion.

- Aire: Es el pueblo que se encuentra en las alturas de Gorm y vive en plataformas flotantes que se mantienen en pie gracias a las estatuas de halcón. La mayoría de sus habitantes suelen tener forma de pájaro o insecto volador. La señora es Jessica, mientras que su Antiguo Guardián es Fenision.

- Volcán: Es el principal pueblo antagonista de la serie, que se encarga de realizar los diversos ataques al resto de pueblos con una intención expansionista. El señor es Magmion, aunque en la primera temporada también lo son Lavion y Horror Profundo. En la segunda temporada Armageddon y Magmion comparten el poder. El Antiguo Guardián es Drakkon.

- Luz: Es el pueblo del que menos se sabe. Sus miembros destacan por tener gran sabiduría y ser grandes estrategas. Su señor es el Gran Luminor, mientras que su Antiguo Guardián es Luxalion.

- Oscuridad: Al igual que el pueblo de la Luz, se sabe poco de él. Es el otro pueblo con intenciones malévolas. Su señor es Obscurio, mientras que su Antiguo Guardián es Cerberion.

Cuando Magor retorna a Gorm en la tercera temporada, unifica los pueblos del Volcán y de la Oscuridad en solamente uno llamado pueblo del Mal, ya que este tiene a su disposición a todos los gormitis pertenecientes a estos pueblos. Por otra parte, los pueblos pertenecientes al Bien colaboran más en común contra la maldad de Magor que en temporadas anteriores donde los pueblos apenas tenían relación.

#### Los Gormiti de la Primera Temporada
- Tierra: Nick, Terremoto, Espaldacero, Rocatauro, Lanzapiedras, Cometierra.
- Bosque: Lucas, Espora, Mimeticus, Troncañon, Látigo letal, Florus, Matón, Suplicio.
- Mar: Toby, Tartántica, Martillo, Cavarex, Delos, Medusantica, Mantra, Tenazor, Cangro, Helico.
- Aire: Jessica, Águila solitaria, Halcón silencioso, Mirada mágica, Dragón, Vorticus, Pico de acero, Insector.
- Volcán: Magmion, Lavion, Horror Profundo, Lavor, Bombos, Atrapamentes, Espectro Multiforme, Malva, Electrikon, Martillo de fuego, Insecticus, Aracno, Guardián aullador, Mastodonte, Lanzafuegos, Ángel del fuego.

#### Los Gormiti de la Segunda Temporada
- Tierra: Nick, Jabalitoro, Diamantes, Alud de Rocas, Meteorix, Paquidermion.
- Bosque: Lucas, Cuernolmo, Faunante, Cañón Roble.
- Mar: Toby, Gorgus, Hipopótamo, Swampolion, El Martillo, Estrellas.
- Aire: Jessica, Bertz, Morsicor, Piquiavex, Rondor, Sirgius.
- Volcán: Magmion, Armagedón, Cíclope, Moloch, Gritador Ciego, Xiron.
- Luz: Gran Luminor.
- Oscuridad: Obscurio, Oneiron, Incubion.

#### Los Gormiti de la Tercera Temporada
- Tierra: Nick, Machacador, Vangor, Cavitux, Luchadores de la Tierra.
- Bosque: Lucas, Ederus, Cortex, Artillante, Luchadores del Bosque.
- Mar: Toby, Squidus, Lamaquatica, Balistor, Luchadores del Mar.
- Aire: Jessica, Pikaros, Tidus, Vultur, Luchadores del Aire.
- Mal: Obscurio, Magmion, Nefastor, Metaloide, Petrolius, Memeltor, Llamelicus, Luchadores de Lava.
- Sin pueblo: Viejo Sabio, Magor.

## Temporadas y episodios
| Temporada | Nombre                                              | Episodios | Fecha   | Fecha |
| Temporada | Nombre                                              | Episodios | Estreno | Final |
| --------- | --------------------------------------------------- | --------- | ------- | ----- |
| 1         | Gormiti: El Regreso de los Señores de la Naturaleza | 26        | 2008    | 2009  |
| 2         | Gormiti: La Era del Eclipse Supremo                 | 26        | 2009    | 2010  |
| 3         | Gormiti: La Evolución Neorgánica                    | 13        | 2010    | 2011  |

## Recepción
La serie obtuvo buenas calificaciones en todo el mundo y críticas positivas, recibiendo un 7,4 sobre 10 en la página TV.com. Sin embargo, en FilmAffinity recibió un 3,4 sobre 10.

## Videojuego
Un videojuego de Gormiti para Nintendo DS y Wii fue desarrollado por Climax Studios y lanzado por Konami en agosto de 2010 en Europa y septiembre del mismo año en Norteamérica.
La historia del juego se basa en la primera temporada de la serie animada. Esta comienza con Razzle limpiando la biblioteca de Primal Panel y dejando caer accidentalmente uno de los libros en el portal que conduce a Gorm. Un libro cae en las manos de Magmion, quien se entera de una antigua leyenda sobre la reunión de cinco amuletos sagrados que se encuentran esparcidos por la Isla de Gorm, lo que le permitirá abrir un portal interdimensional al planeta Tierra. Ahora, los Señores de la Naturaleza deben evitar que Magmion obtenga todos los amuletos para salvar la Tierra.
El juego es de plataformas en formato tridimensional (3D), sin limitar el personaje jugable a un solo plano. Además de la historia y el juego de arcade que presentan ambas versiones, la versión de Nintendo Wii permite que dos jugadores jueguen de forma cooperativa. Todas las cinemáticas del juego están dobladas en inglés por los actores de voz de la serie animada.

## Reinicio
En 2012, la serie recibió un reinicio en formato CGI, titulado Gormiti Nature Unleashed. En 2018 recibió otro reinicio, esta vez titulado simplemente como Gormiti.